# Liste des communes du Parc naturel régional des Vosges du Nord
Le Parc naturel régional des Vosges du Nord est situé à cheval sur les départements du Bas-Rhin et de la Moselle. Il regroupe 111 communes d'une population totale de 95 000 habitants.

## Département de laMoselle
- Bærenthal
- Bitche
- Bousseviller
- Breidenbach
- Éguelshardt
- Enchenberg
- Epping
- Erching
- Gœtzenbruck
- Hanviller
- Haspelschiedt
- Hottviller
- Lambach
- Lemberg
- Lengelsheim
- Liederschiedt
- Loutzviller
- Meisenthal
- Montbronn
- Mouterhouse
- Nousseviller-lès-Bitche
- Obergailbach
- Ormersviller
- Phalsbourg
- Philippsbourg
- Rahling
- Reyersviller
- Rolbing
- Roppeviller
- Saint-Louis-lès-Bitche
- Schweyen
- Siersthal
- Soucht
- Sturzelbronn
- Volmunster
- Waldhouse
- Walschbronn

## Département duBas-Rhin
- Adamswiller
- Asswiller
- Butten
- Cleebourg
- Climbach
- Dambach
- Dehlingen
- Diemeringen
- Domfessel
- Dossenheim-sur-Zinsel
- Drachenbronn-Birlenbach
- Durstel
- Eckartswiller
- Erckartswiller
- Ernolsheim-lès-Saverne
- Eschbourg
- Frœschwiller
- Frohmuhl
- Gœrsdorf
- Hinsbourg
- Hunspach
- Ingolsheim
- Ingwiller
- Keffenach
- Kutzenhausen
- Lampertsloch
- Langensoultzbach
- Lembach
- Lichtenberg
- Lobsann
- Lohr
- Lorentzen
- Memmelshoffen
- Merkwiller-Pechelbronn
- Morsbronn-les-Bains
- Neuwiller-lès-Saverne
- Niederbronn-les-Bains
- Niedersteinbach
- Oberbronn
- Obersteinbach
- Offwiller
- Ottwiller
- Petersbach
- La Petite-Pierre
- Pfalzweyer
- Preuschdorf
- Puberg
- Ratzwiller
- Reichshoffen
- Reipertswiller
- Retschwiller
- Rosteig
- Rothbach
- Rott
- Saint-Jean-Saverne
- Schœnbourg
- Schœnenbourg
- Soultz-sous-Forêts
- Sparsbach
- Struth
- Tieffenbach
- Volksberg
- Waldhambach
- Weinbourg
- Weislingen
- Weiterswiller
- Wimmenau
- Windstein
- Wingen
- Wingen-sur-Moder
- Wissembourg
- Wœrth
- Zinswiller
- Zittersheim